# Aname distincta
Aname distincta is een spinnensoort uit de familie Anamidae. De soort komt voor in Queensland.
De spin bouwt een vrij ongewoon hol in de vorm van een Y, waarbij de ene gang korter is dan de andere. De langste gang is de ingang, de kortere is voor voedselopslag.
Een beet van deze spin is niet extreem gevaarlijk, maar men moet toch steeds voorzichtig zijn met allergische reacties. De spinnen kunnen vrij agressief uitvallen. In de normale gevallen veroorzaakt een beet roodheid, jeuk en lokale pijn.